# Castello di Shimabara

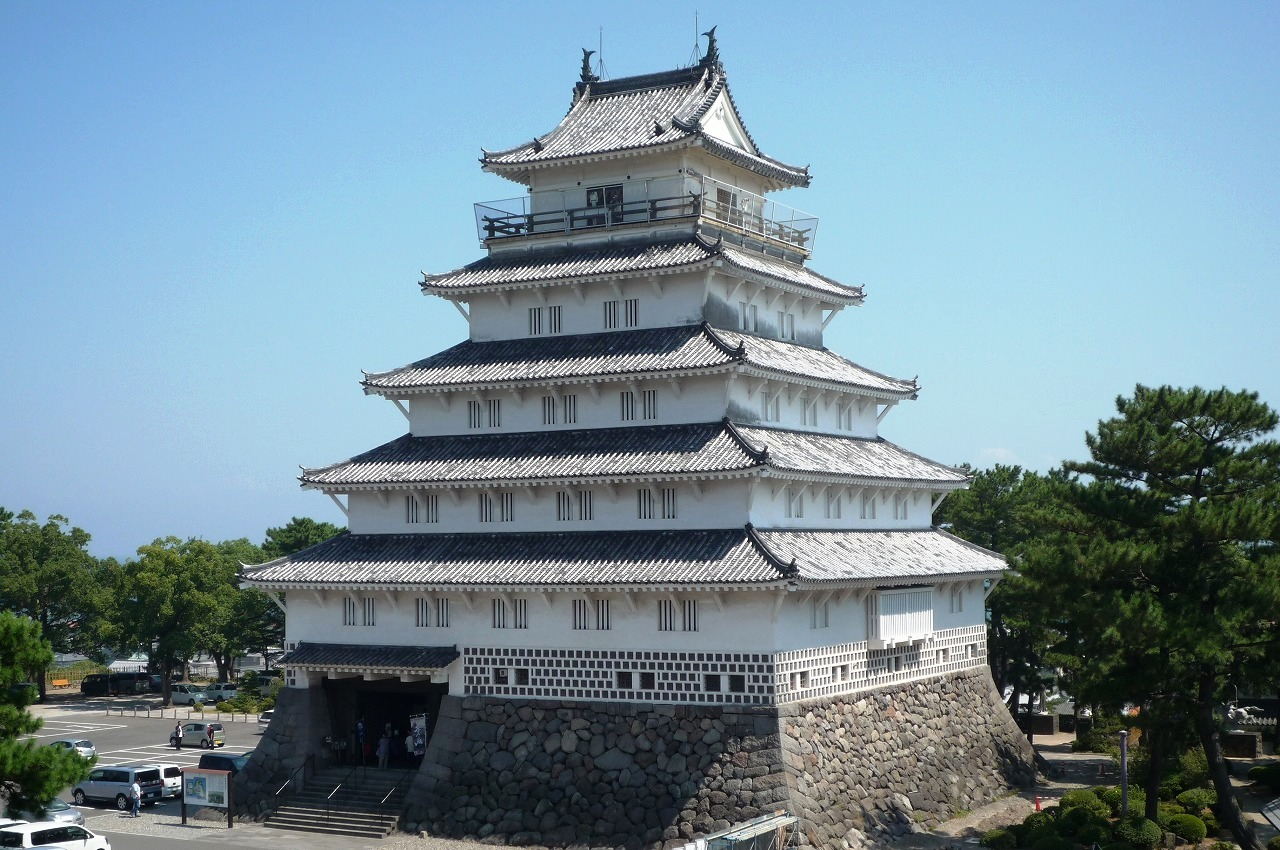
Tenshu

Il castello di Shimabara (島原城, Shimabara-jō), conosciuto anche come Castello Moritake ('森岳城, Moritake-jō) e Castello Takaki (高来城, Takaki-jō) è un castello giapponese situato a Shimabara, nella provincia di Hizen (oggi corrisponde alla prefettura di Nagasaki)

## Descrizione
Il castello di Shimabara è situato tra il Mar Ariake e il Monte Unzen. Aveva un fossato esterno, profondo circa 15 metri, largo 30-50 metri, e con un'estensione di 360 metri a ovest e a est e di 1.260 metri a nord e a sud; con delle zone recitante da tre bailey. Il muro di cinta si estendeva per 3900 metri con 16 yagura (torri) di varia grandezza nei punti chiave. Il dongione principale aveva 5 piani, era alto 33 metri, ed era collegato ad altri due torrioni secondari, ciascuno con 3 piani. Era molto più grande di un normale castello per un daimyō e aveva un ricavo di 40.000 koku.

## Storia
Il clan Arima, che erano dei daimyō kirishitan (cioè cattolici), regnarono sul feudo di Shimabara nel tardo periodo Muromachi dal castello di Hinoe e dal castello di Hara. Dopo la persecuzione anticattolica e l'inizio della politica nazionale di isolamento, avviata con lo shogunato Tokugawa dal 1614 il daimyō Arima Hayama fu sostituito da Matsukura Shigemasa. Shighemasa, oltre ad applicare rigorosamente la proibizione di professare la religione cattolica, con esecuzioni di massa, impose nuove tasse per poter finanziare la costruzione del suo nuovo castello a Shimabara, che costruì tra il 1618 e il 1624. A causa di ciò, i contadini e i ronin cattolici della regione insorsero dando inizio alla rivolta di Shimabara (1637-1638). Il castello di Shimabara fu assediato dagli insorti, ma non fu danneggiato, perché questi non possedevano armi da assedio o pezzi di artiglieria.
Successivamente fu la sede del clan Kōriki, che governò Shimabara dal 1638 al 1668, del clan Matsudaira (1668–1747, 1774–1871) e del clan Toda (1747–1774)
Il daimyō Matsudaira mantenne la sua residenza al castello di Shimabara fino alla restaurazione Meiji del 1868, poi divenne sede del governo locale fino al 1871, quando il feudo di Shimabara divenne la Prefettura di Nagasaki. La fortezza è stato demolita nel 1876, come la maggior parte delle strutture di sostegno. Oggi, della struttura originale rimangono solo i muri di pietra e il fossato. Un certo numero di yagura furono restaurate nel 1960 e nel 1972, e il torrione principale fu ricostruito nel 1964 in cemento armato e fu adibito a museo e ora contiene reperti della cultura kirishitan, della rivolta di Shimabara e del periodo feudale.